# (1882) Rauma
(1882) Rauma es un asteroide perteneciente al cinturón de asteroides descubierto el 15 de octubre de 1941 por Liisi Oterma desde el observatorio de Iso-Heikkilä, Finlandia.

## Designación y nombre
Rauma fue designado inicialmente como 1941 UJ.
Más adelante se nombró por la ciudad finesa de Rauma.

## Características orbitales
Rauma está situado a una distancia media del Sol de 3,006 ua, pudiendo alejarse hasta 3,293 ua. Tiene una inclinación orbital de 9,48° y una excentricidad de 0,09565. Emplea 1903 días en completar una órbita alrededor del Sol.